# Momentum (film, 2015)
A Momentum 2015-ben bemutatott dél-afrikai–amerikai film, amelyet Stephen Campanelli rendezett.
A forgatókönyvet Adam Marcus és Debra Sullivan írta. A producerei Donald A. Barton és Anton Ernst. A főszerepekben Olga Kurylenko, James Purefoy, Lee-Anne Summers, Hlomla Dandala és Morgan Freeman láthatók. A film zeneszerzője Laurent Eyquem. A film gyártója az Azari Media és a Thaba Media, forgalmazója a GoDigital. Műfaja akciófilm és thriller film.
Amerikában 2015. október 16-án, Magyarországon 2016. március 31-én mutatták be a mozikban.

## Szereplők
| Szereplő       | Színész          | Magyar hang            |
| -------------- | ---------------- | ---------------------- |
| Alex Farraday  | Olga Kurylenko   | Pikali Gerda           |
| Mr. Washington | James Purefoy    | Kálid Artúr            |
| Penny          | Lee-Anne Summers | Kisfalvi Krisztina     |
| Mr. Madison    | Hlomla Dandala   | Galambos Péter         |
| Szenátor       | Morgan Freeman   | Papp János             |
| Doug MacArthur | Karl Thaning     | Czvetkó Sándor         |
| Ms. Clinton    | Shelley Nicole   | Mezei Kitty            |
| Jessica        | Jenna Saras      | Solecki Janka          |
| Kislány        | Lee Raviv        | Azurák Zsófia          |
| Frank          | Aidan Whytock    | Lengyel Tamás          |
| Mr. Monroe     | Greg Kriek       | Horváth Illés          |
| Mr. Jefferson  | Richard Lothian  | Kisfalusi Lehel        |
| Kevin Fuller   | Colin Moss       | Szabó Máté             |
| Kalapos        | Dylan Edy        | Jakab Márk             |
| Bankigazgató   | Joe Vaz          | Vári Attila            |
| Ray Kelly      | Brendan Murray   | Sarádi Zsolt           |
| Amfetamin      | Daniel Fox       | Horváth-Töreki Gergely |
| Matthew Fuller | Kingsley Pearson | Berecz Kristóf Uwe     |